# Jan Latour
Pour les articles homonymes, voir Latour.
Jan Latour, né en 1719 à Liège, et mort le 21 juillet 1782 à Moulins en Picardie, est un peintre d'histoire et de portraits, et un sculpteur flamand.

## Biographie
Jan Latour est né en 1719 à Liège. Il est élève de Jean-Baptiste Coclers, puis à Rome entre 1740 et 1745, de Jacinto Carrado. Il voyage à Naples, Londres et Paris.
Jan Latour meurt le 21 juillet 1782 à Moulins en Picardie.